# Wet Dream
| Recensione | Giudizio |
| ---------- | -------- |
| AllMusic   |          |

Wet Dream, pubblicato nel 1978, è il primo album da solista del tastierista dei Pink Floyd Richard Wright.

## Il disco
L'album fu prodotto e composto interamente da Wright, che scrisse anche i testi delle canzoni, con l'eccezione di Against the Odds, il cui testo fu scritto da Juliette Wright, allora moglie del musicista (tuttavia, secondo la maggior parte delle copie europee dell'epoca tale testo sarebbe quello della penultima traccia: Pink's Song). L'album, che riscosse un buon successo di critica, presenta la partecipazione di musicisti come Snowy White e Mel Collins.

## Tracce

### LP
Lato A
Testi e musiche di Richard Wright, eccetto dove indicato.
1. Mediterranean C (strumentale) – 3:50
2. Against the Odds – 3:57 (testo: Juliette Wright – musica: Richard Wright)
3. Cat Cruise (strumentale) – 5:13
4. Summer Elegy – 4:52
5. Waves (strumentale) – 4:19

Lato B
Testi e musiche di Richard Wright.
1. Holiday – 6:10
2. Mad Yannis Dance (strumentale) – 3:16
3. Drop in from the Top (strumentale) – 3:24
4. Pink's Song – 3:24
5. Funky Deux (strumentale) – 4:55

## Formazione
- Richard Wright – voce, pianoforte, tastiere, sintetizzatori
- Snowy White – chitarre
- Mel Collins – sassofono, flauto
- Larry Steele – basso
- Reg Isadore – batteria, percussioni

Note aggiuntive
- Richard Wright – produttore
- Registrazioni effettuate tra il 10 gennaio e il 14 febbraio 1978 al Super Bear Studios (Francia)
- John Etchells – ingegnere delle registrazioni
- Patrick Jauneaud – assistente ingegnere delle registrazioni
- Phil Taylor – sound equipment
- Hipgnosis – design copertina album originale
- Hipgnosis/Brimson – foto copertina album originale [3]